# Ministre de la Petite Entreprise
Le ministre de la Petite Entreprise (en anglais : Minister of Small Business) était un ministère de la Couronne du cabinet du Canada, chargé de l'accompagnement et du soutien aux petites entreprises. Le poste est créé de façon distincte en juillet 2023, à l'occasion d'un remaniement et aboli en mars 2025. Avant cette date la responsabilité était du ressort de la ministre du Commerce international, de la Promotion des exportations, de la Petite Entreprise et du Développement économique. 
Le poste est créé pour la première fois en novembre 2015 lorsque Bardish Chagger est nommée ministre d'État portant le titre de ministre de la Petite Entreprise et du Tourisme, déléguée auprès du ministre de l'Industrie (alors désigné Ministre de l'Innovation, des Sciences et du Développement économique.

## Liste des titulaires
| Titulaire Intitulé | Titulaire Intitulé | Titulaire Intitulé | Parti   | Début           | Fin              | Gouvernement     | Ministère                                               |
| ------------------ | ------------------ | --- | ------- | --------------- | ---------------- | ---------------- | ------------------------------------------------------- |
|                    |                    | Bardish Chagger Ministre de la Petite Entreprise et du Tourisme                                                                      | Libéral | 4 novembre 2015 | 18 juillet 2018  | 29e (J. Trudeau) | Innovation, Sciences et Développement économique Canada |
|                    |                    | Mary Ng Ministre de la Petite Entreprise et du Tourisme                                                                              | Libéral | 18 juillet 2018 | 20 novembre 2019 | 29e (J. Trudeau) | Innovation, Sciences et Développement économique Canada |
|                    |                    | Mary Ng Ministre du Commerce international, de la Promotion des exportations, de la Petite Entreprise et du Développement économique | Libéral | 26 octobre 2021 | 26 juillet 2023  | 29e (J. Trudeau) | Innovation, Sciences et Développement économique Canada |
|                    |                    | Rechie Valdez Ministre de la Petite Entreprise                                                                                       | Libéral | 26 juillet 2023 | 14 mars 2025     | 29e (J. Trudeau) | Innovation, Sciences et Développement économique Canada |

### Postes connexes

#### Ministre d'État (jusqu'en 2015)
| Titulaire Intitulé | Titulaire Intitulé | Titulaire Intitulé                                                             | Parti                     | Début             | Fin             | Gouvernement   |
| ------------------ | ------------------ | ------------------------------------------------------------------------------ | ------------------------- | ----------------- | --------------- | -------------- |
|                    |                    | André Bissonnette Ministre d'État (Petites Entreprises)                        | Progressiste-conservateur | 17 septembre 1984 | 29 juin 1986    | 24e (Mulroney) |
|                    |                    | Bernard Valcourt Ministre d'État (Petites Entreprises et Tourisme)             | Progressiste-conservateur | 30 juin 1986      | 29 janvier 1989 | 24e (Mulroney) |
|                    |                    | Tom Hockin (en) Ministre d'État (Petites Entreprises et Tourisme)              | Progressiste-conservateur | 30 janvier 1989   | 26 juin 1993    | 24e (Mulroney) |
|                    |                    | Rob Nicholson Ministre chargé de la Petite Entreprise                          | Progressiste-conservateur | 25 juin 1993      | 3 novembre 1993 | 25e (Campbell) |
|                    |                    | Maxime Bernier Ministre d'État (Petite Entreprise et Tourisme)                 | Conservateur              | 18 mai 2011       | 15 juillet 2013 | 28e (Harper)   |
|                    |                    | Maxime Bernier Ministre d'État (Petite Entreprise et Tourisme, et Agriculture) | Conservateur              | 15 juillet 2013   | 3 novembre 2015 | 28e (Harper)   |